# 엘시 와그스탭
엘시 와그스탭(Elsie Wagstaff, 1899년 7월 1일 ~ 1985년 7월 1일)은 영국의 배우, 영화배우이다.
켄징턴에서 태어났으며 켄징턴에서 사망하였다.

## 영화
- 프랑켄슈타인과 지옥에서 온 괴물 (1974년)
- Z 카스 (1962년)
- 더 스네이크 우먼 (1961년)
- 우리들만의 비밀 (1961년)
- 토요일 밤과 일요일 아침 (1960년)
- 엔드 오브 어페어 (1955년)